# Spichlerz pod Jeleniem w Gdańsku
Spichlerz pod Jeleniem – dawny spichlerz na Starym Mieście (Zamczysko) w Gdańsku. Mieści się przy ulicy Grodzkiej.

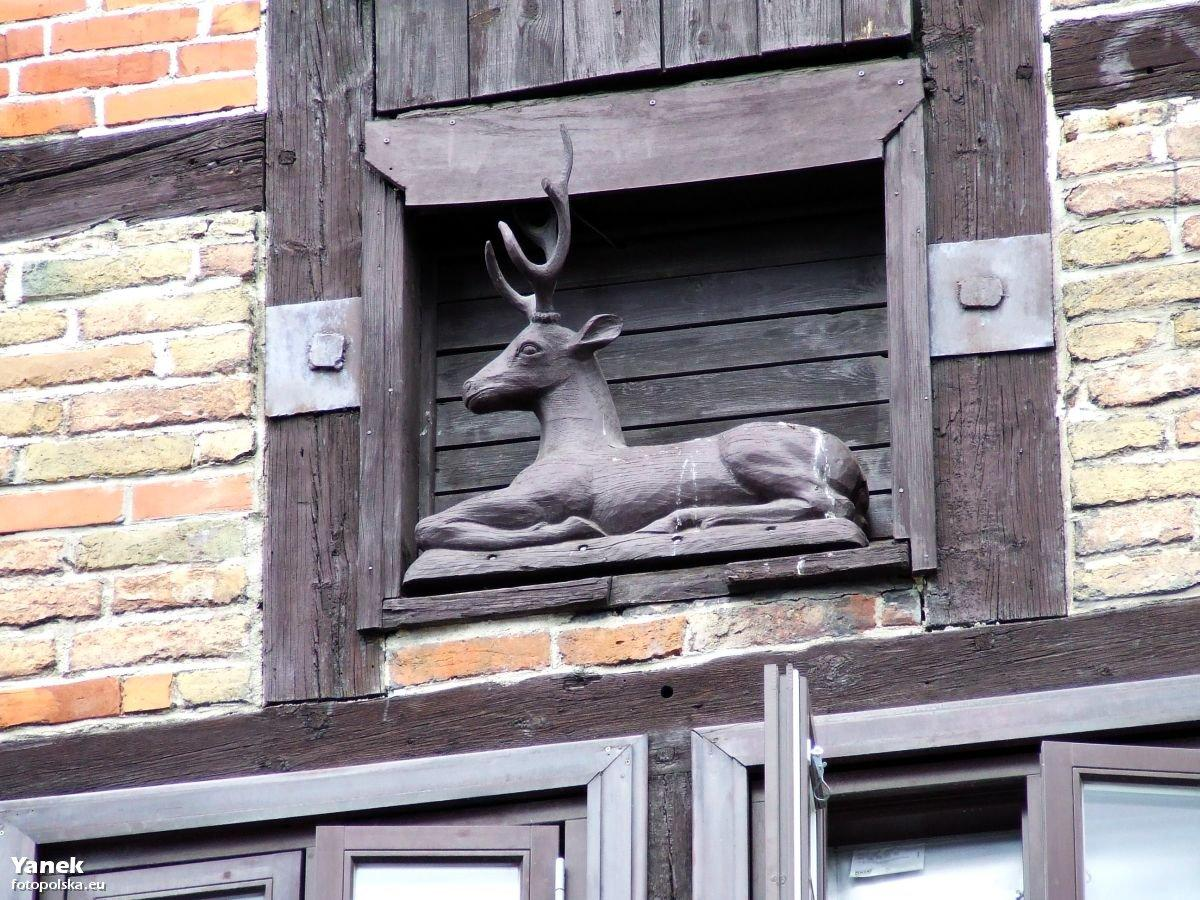
Figura jelenia

## Historia
Został zbudowany w 1771 roku. Nazwa obiektu pochodzi od drewnianej figury jelenia znajdującej się na fasadzie. Obiekt jest jednym z najcenniejszych na Starym Mieście, gdyż nie został zniszczony w trakcie II wojny światowej. Od 1967 roku figuruje w rejestrze zabytków. Współcześnie w budynku mieści się Tequila Bar.